# Ozola basisparsata
Ozola basisparsata là một loài bướm đêm trong họ Geometridae.